# Helmut Dahm (Slawist)
Helmut Dahm (* 8. Juli 1925 in Remagen) ist ein deutscher Slawist.

## Werdegang
Dahm kam als Sohn der Eheleute Hans und Helene Dahm zur Welt. Nach dem Abitur studierte er ab Januar 1946 Katholische Theologie in Trier sowie ab 1949 Philosophie, osteuropäische Geschichte und slawische Philologie in Mainz und schloss 1955 mit Promotion ab. Von 1955 bis 1969 war er Mitglied der Schriftleitung und zeitweise Chefredakteur von Ost-Probleme. Ab 1962 war er Leiter des Forschungsbereichs I am Bundesinstitut für ostwissenschaftliche und internationale Studien in Köln. Er habilitierte sich 1974 in München und war ab 1983 Professor für Osteuropäische Geistesgeschichte und Philosophie.
Er war von 1961 bis 1992 Mitglied der Gesellschaft "Wissenschaft und Gegenwart" und dort von 1979 an Leiter der Sektion Philosophie. 1984 wurde er in die Associatio Sanctus Benedictus Patronus Europae aufgenommen.

## Ehrungen
- 1980: Verdienstkreuz am Bande der Bundesrepublik Deutschland